# Hidden Palms
Hidden Palms (em Portugal: Sombras em Palm Springs) é uma série dramática exibida pelo canal americano The CW. A estréia da série estava prevista para 6 de Março de 2007, mas foi adiada para o Verão desse mesmo ano. Ela foi cancelada depois de oito episódios. A série, criada por Kevin Williamson, retrata a vida ficcional de um grupo de adolescentes e suas famílias que residem em Palm Springs, Califórnia.

## Sinopse
O produtor executivo Kevin Williamson (de Dawson's Creek) está de volta com "Hidden Palms", uma série que apresenta a vida de um adolescente problemático cujo pai cometeu suicídio à sua frente e que acaba por mudar-se para um condomínio fechado em Palm Springs, na Califórnia, com a mãe e o seu novo marido. A cidade, no entanto, tem diversos mistérios ocultos. Alguns actores da antiga série The O.C. encontram-se no elenco.
A série apresenta uma mistura de The O.C. e Desperate Housewives.

## Elenco e personagens

### Principal
- Michael Cassidy como Cliff Wiatt
- Taylor Handley como Johnny Miller
- Amber Heard como Greta Matthews
- Sharon Lawrence como Tess Wiatt
- D. W. Moffett como Bob Hardy
- Gail O'Grady como Karen Hardy
- Ellary Porterfield como Liza Witter
- Tessa Thompson como Nikki Barnes

### Recorrente
- Leslie Jordan como Jesse Jo
- J. D. Pardo como Edward "Eddie" Nolan
- J.R. Cacia como Travis Dean
- Valerie Cruz como Maria Nolan
- Kyle Secor como Alan 'Skip' Matthews

## Episódios
Hidden Palms foi a primeira a ser uma série no meio da temporada e 13 episódios foram encomendados. Durante a produção, o número do episódio do programa foi reduzido para 8 e a CW decidiu mantê-lo para o verão. Em um comunicado à imprensa, The CW anunciou que deixaria de transmitir o encores aos domingos e que a série iria ao ar dois novos episódios às quartas-feiras, substituindo o que teria sido repetições de One Tree Hill, e encerraria duas semanas antes.
| N.º | Título                | Dirigido por   | Escrito por                      | Exibição original   |
| --- | --------------------- | -------------- | -------------------------------- | ------------------- |
| 1 | "Pilot"               | Scott Winant   | Kevin Williamson                 | 30 de maio de 2007  |
| Johnny Miller era um estudante do ensino médio alegre e bem ajustado, com boas notas e uma sala cheia de troféus esportivos, até a terrível noite do ano em que seu pai cometeu suicídio. Incapaz de lidar, ele tentou afogar sua dor em álcool e drogas. Agora, recém-saído da reabilitação, Johnny está lutando para lidar com um futuro incerto no surreal brilho de Palm Springs, onde sua mãe, Karen, e seu novo marido, Bob, decidiram recomeçar. O exuberante oásis de Palm Springs, com seus campos de golfe, country clubs e gente bonita, é um novo ambiente inquietante para Johnny. Ele rapidamente descobre que este paraíso não é bem o que parece quando ele encontra seus vizinhos da porta ao lado: Cliff, um belo colegial, cujo charme considerável não consegue esconder seu perturbador lado negro; e a mãe de Cliff, Tess, uma ex-rainha da beleza do sul com um gosto por homens mais jovens. Johnny descobre que seu novo bairro é consumido por uma tragédia quando Cliff revela que seu melhor amigo, Eddie, que morava na casa de Johnny, morreu recentemente em circunstâncias misteriosas. A morte de Eddie parece assombrar todos que Johnny conhece, especialmente Greta, uma beleza jovem e deslumbrante que fascina Johnny desde o momento em que ele olha para ela. Intrigante e reservada, Greta ficou sozinha desde a morte de sua mãe muitos anos antes. Com o pai sempre afastado dos negócios, Greta se tornou um solitário auto-suficiente. Ela rapidamente percebe, no entanto, que Johnny é uma alma semelhante; alguém forçado por circunstâncias difíceis a crescer cedo demais. Mesmo que Greta seja atraída por Johnny, ela se recusa a falar sobre a morte de Eddie. Outra vizinha, Liza, uma estudante superdotada, mas desajeitada, que conduz experimentos científicos explosivos em sua garagem, mas ainda consegue ficar de olho em tudo o que acontece na vizinhança. Liza e Johnny logo se ligam em sua busca pela verdade. |                       |                |                                  |                     |
| 2 | "Ghosts"              | Scott Winant   | Kevin Williamson                 | 6 de junho de 2007  |
| Enquanto Johnny está se esforçando para conquistar o coração de Greta, Nikki, uma linda garota que Johnny namorou quando eles estavam em reabilitação juntos, vem para Palm Springs. Em um evento de angariação de fundos para clubes de campo, Nikki fica bêbada e provoca uma cena, arruinando o primeiro encontro de Johnny com Greta, mas chamando a atenção de Cliff. Cliff não gosta do mais recente namorado de Tess e planeja se livrar dele. Johnny descobre que a morte de Eddie foi um suicídio e recebe um e-mail misterioso de um vídeo de Eddie. |                       |                |                                  |                     |
| 3 | "Party Hardy"         | John Kretchmer | Steve Blackman                   | 13 de junho de 2007 |
| Determinado a descobrir quem está lhe enviando mensagens instantâneas de Eddie, Johnny pergunta a Greta sobre a morte de Eddie, mas ela se recusa a responder, causando tensão em seu novo relacionamento. Bob e Karen saem para uma noite no clube de campo com Tess e Travis, deixando Johnny sozinho para cuidar de Nikki. No entanto, depois de Johnny deixa-la para consertar as coisas com Greta, uma solitária Nikki chama alguns velhos amigos e uma festa improvisada irrompe na casa de Hardy, rapidamente se transformando em uma briga entre Johnny e Cliff. |                       |                |                                  |                     |
| 4 | "What Liza Beneath"   | TBA            | TBA                              | 20 de junho de 2007 |
| 5 | "Mulligan"            | TBA            | TBA                              | 20 de junho de 2007 |
| 6 | "Dangerous Liaisons"  | TBA            | TBA                              | 27 de junho de 2007 |
| Johnny confronta Greta sobre a roupa sangrenta, Greta explica que ela e Cliff foram ver Eddie na noite em que ele morreu e descobriu seu corpo, que ela então segurava. Cliff mais tarde contesta esta história, dizendo que Greta chegou 15 minutos antes, mudando as suspeitas de Johnnys. Cliff no entanto confronta Liza, a quem ele suspeita estar envolvido, um pensamento que ele compartilha com Johnny. A mãe de Cliff e Eddie continua seu caso, apenas para ser descoberta por Nikki, na festa de aniversário de Tess. Finalmente, o final do episódio revela uma conexão entre Skip (pai de Greta) e Maria (mãe de Eddie) revelando que ele retornou porque ela ligou para ele, terminando com Maria comentando "nós temos um problema". |                       |                |                                  |                     |
| 7 | "Stand By Your Woman" | TBA            | Bryan M. Holdman                 | 27 de junho de 2007 |
| 8 | "Second Chances"      | Perry Lang     | Bryan M. Holdman & Dwayne Darian | 4 de julho de 2007  |
| O mistério se aprofunda em quem realmente matou Eddie. Johnny vai até Cliff pedir ajuda para roubar o laptop de Eddie da casa da Sra. Nolan. Cliff tenta fazer isso, mas é pego por ela. Johnny começa a desistir de resolver o mistério depois que ele descobre do pai de Greta que ele está machucando ela. No final, Liza vai até a casa da Sra. Nolan para roubar o laptop de Eddie e a encontra morta. A sra. Nolan se matou e, em uma nota de suicídio, admite que foi ela quem matou Eddie. No entanto, no final do episódio, Johnny recebe um e-mail com um vídeo possivelmente enviado pela Sra. Nolan antes de ela se matar. No vídeo, revela que Eddie ficara sabendo que o pai de Greta era o homem com quem ela teve um caso e alegou que os dois estavam planejando matar a mãe de Greta e o fizeram. Os dois tentam explicar que ela tinha câncer, mas Eddie não escuta, deixando o mistério da morte da mãe de Greta sem solução. No final do vídeo, é mostrado que Eddie estava de posse da arma que o matou, e durante uma luta, o pai de Greta empurra a arma na direção da cabeça de Eddie e o gatilho é puxado. Depois, o pai de Greta grita com Maria perturbada: "Você vai fazer exatamente o que eu digo! Oh, sim! Estamos nisso juntos!" como Johnny olha em choque e o episódio termina. |                       |                |                                  |                     |

## Produção

### Origem
A série, produzida pela Lionsgate Television, começou a produzir no final de 2006 com o título provisório Palm Springs. O episódio piloto foi posteriormente vazado na Internet antes da estreia da série.
No início de 2007, o Hidden Palms foi anunciado para começar em 6 de março de 2007, às 21:00 horas Leste/20:00 Central na The CW, mas este intervalo de tempo mais tarde foi ocupado por Pussycat Dolls Present: The Search for the Next Doll. A série acabou sendo estreada na The CW em 30 de maio de 2007 às 20:00 horas Oriental/19:00 Central. Foi anunciado em 12 de junho de 2007, que Hidden Palms terminaria duas semanas antes na The CW, que pararia de retransmiti-lo aos domingos.

### Filmagens
Devido aos altos custos trabalhistas das filmagens em Palm Springs, Califórnia, Hidden Palms foi filmado em um estúdio em Avondale, Arizona. Nos promos, as montanhas são mostradas em muitos (se não na maioria). No entanto, partes do episódio piloto foram filmadas em Palm Springs, incluindo o centro de Palm Springs.

## Exibição lusófona
No Brasil, Hidden Palms tinha estreia prevista para o dia 4 de julho de 2007 no canal por assinatura A&E, teve sua estreia adiada pelo canal. O motivo não foi divulgado. Mas sua exibição oficial ocorreu em 20 de setembro do mesmo ano. Em Portugal foi exibido pelo canal público RTP1, sob o título, Sombras em Palms Springs, em 2 de março de 2008.